# حمید اکبری
حمیداکبری (زاده ۲۵خرداد ۱۳۶۱ در تهران) هنرمند و آرایشگر ایرانی است. وی اولین چهره ماندگار هنر آرایشگری در حوزه زیبایی، مشاهیر و مفاخر ایران است.
او از چهره‌های برجسته کارآفرین در حوزه زیبایی به‌شمار می‌رود. او دارای مدارک بین‌المللی بسیاری در حوزه زیبایی از مراکز معتبر اروپایی می‌باشد. در بسیاری از همایش‌های رسمی هم که برای اولین بار در ایران برگزار می‌شود. 
به عنوان برترین چهره، موفق به کسب افتخارات مختلف شده‌است که از جمله آنان می‌توان به دریافت اولین تندیس قیچی طلایی در سال ۹۳ اشاره کرد. حمید اکبری در حرفه خود موفق شده چندین مدل مو به ابتکار خود ابداع کند و آن‌ها به تأیید اتحادیه آرایشگران مردانه تهران رسانده و سپس در ژورنال‌های معتبر ایرانی به ثبت و انتشار برساند.

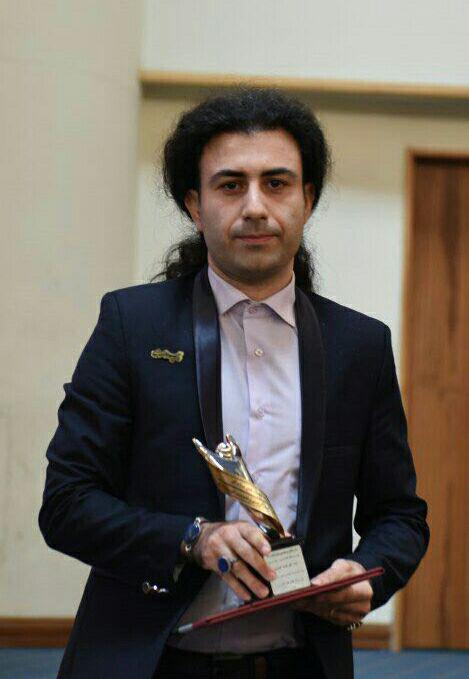
لحظه دریافت عنوان چهره های ماندگار از طرف مجلس شورای اسلامی در سالن اجلاس سران تهران (بهمن 1396)

## زندگی‌نامه
اولین چهره ماندگار آرایشگری ایران حمید اکبری روز سه شنبه ۲۵ خرداد ۱۳۶۱ در تهران متولد شد وی تحصیلاتش را در همان شهر شروع و با اخذ مدرک درجه یک فنی به اتمام رساند اکبری با دست‌های ظریف و توانا و با روحیه لطیف که خواست یک هنرمند می‌باشد توانسته پیشه آرایشگری را با هنر در هم بیامیزد و با خلق مدل‌ها و استایل‌های مختلف در این زمینه عناوین متعددی را کسب کند وی با شوق فراوان هنر را با فطرت انسانی در هم آمیخته و با کمک رساندن به کودکان محروم و بی بضاعت و حضور در مدارس حاشیه نشین و اصلاح موی سر آن‌ها به صورت داوطلبانه و بدون هیچ چشم داشتی لبخند را بر لبان معصومانه‌شان بنشاند وی با عشقی که در کار خود دارد توانسته آرایشگری را علاوه بر یک پیشه به عنوان هنر برای اولین بار در ایران مطرح کند.

## جوایز و افتخارات
- برگزیده شده به عنوان اولین کارآفرین شایسته کشور در حوزه زیبایی توسط گروه متخصصین ایران در شهریور ماه ۱۳۹۶
- برنده اولین تندیس قیچی طلایی شهر تهران و کسب عنوان آرایشگر برتر شهر تهران در نخستین جشنواره[۷] هنر دهم توسط اتحادیه آرایشگران مردانه تهران اسفند ماه 1393[۸]
- برگزیده به عنوان اولین چهره ماندگار کارآفرینی و مدیریت کسب و کار در حوزه زیبایی توسط مجلس شورای اسلامی، بهمن ۱۳۹۶ سالن اجلاس سران، تهران.

## آثار و فعالیت‌ها
از آثار حمید اکبری می‌توان به ثبت و انتشار دو مدل موی ایرانی برای اولین ژورنال رسمی کشور در سال ۱۳۹۳ نام برد که هر دو مدل مو ابداعی به تأیید اتحادیه آرایشگران مردانه تهران رسیده و ثبت و انتشار گردیده‌است.

## مدارک تخصصی
مدارک مدیریت بر سالن‌های زیبایی بین‌المللی

## مسئولیتها
- دبیر جشنواره ناب بخش سالن آرایش مردانه  [۱۰]

## شاگردان
حمید اکبری هر ساله بیش از ده‌ها هنرجو را پرورش و به جامعه معرفی کرده‌است.

## ابداعات
- اصلاح موی سر با قیچی‌های باغبانی
- انجام اصلاح موی سر با آتش[۱۱]

## ابتکارات
مبتکر قیچی مهربانی

## در رسانه ها
همراه با چهره ماندگار هنر آرایشگری
چهره ماندگار آرايشگري ايران